# Città senza uomini
Città senza uomini (City Without Men) è un film drammatico statunitense del 1943 diretto dal regista Sidney Salkow e con protagonista Linda Darnell.

## Trama
Durante una missione di sorvolo con il suo idrovolante, il giovane pilota statunitense Michael T. Mallory avvista una nave giapponese fare strane manovre, si accosta ad una delle scialuppe ma viene convinto armi alla mano ad allontanarsi dai marinai giapponesi. Di ritorno alla base rivela i suoi sospetti ai superiori, che non solo non credono alle sue parole ma lo accusano di aver inventato tutto e lo arrestano. Viene deportato nella prigione di Blackport, una cittadina abitata quasi unicamente dalle mogli e dalle sorelle dei reclusi e per questo soprannominata "città senza uomini".
Poco tempo dopo scoppia la guerra tra Stati Uniti e Giappone e il pilota viene scagionato per aver detto la verità che, purtroppo, non è servita a prevedere l'imminente tragedia di Pearl Harbor.